# Пам'ять (фільм, 1975)
«Пам'ять» («Память») — радянський трисерійний телефільм 1975 року, знятий режисером Григорієм Нікуліним на кіностудії «Ленфільм».

## Сюжет
Розповідь про перші повоєнні роки життя в Ленінграді. Героїня фільму ленінградка Марія залишилася після війни вдовою із трьома дітьми. Життя тяжке, важке, раптово сім'ю наздоганяє нове горе — гине старший син Сергій. А коли Ігор, який нещодавно повернувся з фронту, хоче запропонувати допомогу і турботу Марії та її дітям, у сім'ї спалахує конфлікт: дочка Марина не хоче примиритися із забуттям пам'яті про батька.

## У ролях
- Лариса Мальована — Марія Йосипівна Болдіна
- Олександр Голобородько — Ігор
- Олексій Васильєв — Сергій Болдін, син Марії
- Наталія Дикарьова — Марина Болдіна, дочка Марії
- Олександр Жезляєв — Олег Болдін, син Марії
- Толя Веренчиков — Льоня
- Саша Леусов — роль другого плану
- Володимир Магденков — Юра
- Вітя Матросов — роль другого плану
- Олег Жаков — член правління
- Віолетта Жухімович — роль другого плану
- Юхим Кам'янецький — член правління
- Володимир Кашпур — Семен
- Кіра Крейліс-Петрова — тітка Роза, робоча
- Віра Кузнєцова — баба Поля
- Любов Малиновська — бабуся Маня
- Йосип Конопацький — Віктор Аркадійович, лікар
- Надія Михайлова — сусідка
- А. Орлов — роль другого плану
- Ніна Ургант — Катерина Іванівна, вчителька
- Віра Хотько — роль другого плану
- Віктор Чайников — Чайников, директор заводу
- Пантелеймон Кримов — лікар
- Марія Призван-Соколова — Лідія Степанівна, медсестра
- Анатолій Солоніцин — лікар
- Роман Громадський — полковник
- Ернст Романов — Костянтин Михайлович, старий учитель
- Олег Єфремов — роль другого плану
- Л. Григор'єва — робоча
- Лілія Гурова — тітка Аня, сусідка
- Ігор Добряков — військовий
- Геннадій Дюдяєв — епізод
- Ера Зіганшина — Ліда
- Гелена Івлієва — робоча
- Валерій Караваєв — Юровський
- Світлана Кірєєва — робоча
- Інесса Кириллова — епізод
- Віра Ліпсток — епізод
- Лідія Малишева — епізод
- Сергій Массарський — Юровський, військовий лікар
- Валентин Нікулін — капітан, виконує пісню «Темна ніч»
- Валерій Ольшанський — Савицький
- Ірина Петровська — Олена
- Юрій Соловйов — шофер
- Галина Чигінська — сусідка
- В. Школяр — епізод
- Дмитро Зебров — військовий
- Надя Андріанова — епізод
- Юрій Гамзін — дядько Митя Шуляєв, заводський майстер
- М. Гаркуша — епізод
- В. Гурінов — епізод
- Володимир Кремена — клоун
- Володимир Юр'єв — однокласник Сергія Болдіна
- Ольга Калмикова — медсестра
- Борис Льоскін — офіціант
- Володимир Карпенко — санітар
- Ростислав Катанський — лікар
- Євген Леонов-Гладишев — приятель Олега Болдіна
- Олександр Захаров — офіцер, у літньому кафе
- Ігор Комаров — епізод
- Л. Прокопенко — військовий
- С. Зайцева — епізод
- Галина Шмакова — епізод
- С. Чернов — офіцер
- Олена Легурова — Ліка
- Михайло Храбров — вчитель

## Знімальна група
- Режисер — Григорій Нікулін
- Сценарист — Рита Бєляковська
- Оператор — Олег Куховаренко
- Композитор — Олександр Мнацаканян
- Художник — Ігор Вускович